# Bikonele
Bikonele ist ein kleines Motu des Arno-Atolls der pazifischen Inselrepublik Marshallinseln.

## Geographie
Bikonele liegt am Südrand der Nami North Lagoon. Zusammen mit Bikarej bildet sie den Abschluss und die Abgrenzung zur Arno Main Lagoon. Etwa 2 km nördlich befindet sich die nördlichste Insel des Atolls, Nami.